# Усманское 1-е сельское поселение
Усманское 1-е сельское поселение — муниципальное образование в составе Новоусманского района Воронежской области.
Административный центр — село Новая Усмань. Администрация сельского поселения расположена на ул. Ленина, д. 278.
В составе сельского поселения долгое время учитывалась только северная часть села, численность населения в обеих частях которого составляла 36 540 жителей (2010), тогда как в сельском поселении — 16 601 жителей (2010). Южная часть села учитывалась в составе Усманского 2-го сельского поселения. В январе 2021 года главой Новоусманского района Воронежской области Дмитрием Масловым предложено объединение двух сельских поселений, так как в соответствии с законодательством, населённый пункт может существовать в пределах только лишь одного муниципального образования. В результате объединения населения Усманского 1-го сельского поселения (12 945 чел.) и населения 2-го сельского поселения (20 597 чел.) общая численность сельского поселения должна составить 37 358 чел.
Законами Воронежской области от 25 февраля 2022 года № 3-ОЗ и № 4-ОЗ с 11 марта 2022 года объединено с Усманским 2-м сельским поселением.

## Население
| 2008    | 2010    | 2012    | 2013    | 2014    | 2015    |
| ------- | ------- | ------- | ------- | ------- | ------- |
| 14 472  | ↘13 175 | ↗13 344 | ↗13 361 | ↗13 457 | ↗13 828 |
| 2016    | 2017    | 2018    | 2019    | 2020    | 2021    |
| ↗14 338 | ↗15 375 | ↗16 407 | ↘16 166 | ↗16 354 | ↗16 601 |

## Населённые пункты
В сельское поселение входят 5 населённых пунктов (1 село, 2 посёлка и 2 деревни):
- село Новая Усмань
- посёлок Луч
- посёлок Нечаевка
- деревня Парусное
- деревня Подклетное